# Ozzie Nelson
Oswald George "Ozzie" Nelson (Jersey City, 20 de marzo de 1906 - Hollywood, 3 de junio de 1975) fue un artista y actor estadounidense que protagonizó las series televisivas y radiofónicas The Adventures of Ozzie and Harriet junto a su esposa y sus dos hijos.

## Primeros años
Nacido en Jersey City (Nueva Jersey), era el segundo hijo de George Waldemar y Ethel Irene (Orr) Nelson, matrimonio de origen sueco. Se crio en el suburbio de Ridgefield Park, estudiando en la Ridgefield Park High School. Se graduó en la Universidad Rutgers, en la cual formó parte de la sociedad Cap and Skull, iniciando estudios jurídicos. Además, tocaba el saxofón en una pequeña banda y ganaba dinero como entrenador de fútbol americano, aunque con motivo de la Gran Depresión se dedicó plenamente a la música.

## Carrera inicial
Ozzie empezó su carrera en el espectáculo como líder de una banda musical. Formó la Ozzie Nelson Band, e inicialmente consiguió algunos éxitos. Su gran oportunidad llegó en 1930. El diario New York Daily Mirror hizo una encuesta entre sus lectores a fin de elegir su banda favorita. Junto a sus compañeros recogieron ejemplares sin vender del Daily Mirror y rellenaron las encuestas a su favor. Con este truco fueron nombrados ganadores. Entre las décadas de 1930 y 1940 la banda de Nelson hizo numerosas grabaciones—primero con Brunswick Records, después con Vocalion Records y finalmente con Bluebird Records. En 1934 Nelson disfrutó del éxito con su canción "Over Somebody Else's Shoulder". 
En octubre de 1935 se casó con la vocalista de la banda, Harriet Nelson. La pareja tuvo dos hijos. David Nelson nacido en 1936, es actor y director. Ricky Nelson, nacido en 1940, fue un conocido cantante y actor.

## Cine
Ozzie Nelson actuó junto a su banda en películas y en cortos en la década de 1940, y a menudo actuaba en papeles no musicales, demostrando un sentido del humor irónico (como en el musical de 1942 Strictly in the Groove). Sagazmente promovió a su grupo accediendo a actuar en los Soundies, pequeñas películas musicales de tres minutos de duración de los años cuarenta, un avance de lo que más tarde sería el video musical. En 1952, cuando él y su familia eran famosos en la radio y en la TV, protagonizaron la película Here Come the Nelsons.

## Radio y televisión
En los años cuarenta Ozzie empezó a buscar el modo de estar más tiempo junto a su familia, especialmente sus hijos. Además de las actuaciones con su banda, él y Harriet actuaron con regularidad en el show radiofónico de Red Skelton. Además desarrolló y produjo su propia serie para la radio, The Adventures of Ozzie and Harriet. El show se estrenó en 1944, y en 1952 se trasladó a la televisión. En el programa participaba toda la familia, y el país vio cómo Ozzie y Harriet criaban a sus hijos. Nelson fue productor y coguionista de toda la serie. 
En 1973 Ozzie Nelson publicó su autobiografía, "Ozzie," (Prentice Hall, 1973, ISBN 0-13-647768-2). En sus últimos años se vio afectado por un cáncer de hígado, falleciendo a los 69 años de edad. Está enterrado junto a su esposa y a su hijo Ricky en el Cementerio Forest Lawn Memorial Park en Los Ángeles, California. 
Por su contribución a la industria televisiva, Ozzie Nelson tiene una estrella en el Paseo de la Fama de Hollywood, en el 6555 de Hollywood Boulevard. Tiene otra estrella en el 6260 de la misma vía por su contribución a la radio.

## Audio
- Ozzie Nelson Orchestra at Chicago's Blackhawk (24 de marzo de 1940) (en inglés).